# Melissotarsus emeryi
Melissotarsus emeryi  (лат.) — вид муравьёв рода Melissotarsus, названный в честь итальянского мирмеколога Карла Эмери.

## Распространение
Африка: Гана, Заир, Кения, Судан, Центральноафриканская Республика, Эфиопия, Южная Африка.

## Описание
Окраска жёлто-коричневая. Длина тела составляет 2,5—3,4 мм, длина головы — 0,66—0,88, ширина головы — 0,70—0,90, длина скапуса усика — 0,30—0,38, длина груди — 0,62—0,88 мм. Стебелёк между грудкой и брюшком состоит из двух члеников: петиолюса и постпетиолюса (последний четко отделен от брюшка), жало развито, куколки голые (без кокона).